# Port lotniczy Gunsan
Port lotniczy Gunsan (IATA: KUV, ICAO: RKJK) – port lotniczy położony w mieście Gunsan, w Korei Południowej.